# MotherFatherSon
MotherFatherSon è una miniserie televisiva britannica creata da Tom Rob Smith. Vede protagonisti Richard Gere, Helen McCrory, Billy Howle ed Elena Anaya. La miniserie è stata trasmessa su BBC Two dal 6 marzo al 24 aprile 2019. In Italia è stata trasmessa dall'8 al 29 giugno 2020 su Sky Atlantic.

## Puntate
| nº | Titolo originale | Prima TV UK    | Prima TV Italia |
| -- | ---------------- | -------------- | --------------- |
| 1  | Episode 1        | 6 marzo 2019   | 8 giugno 2020   |
| 2  | Episode 2        | 13 marzo 2019  | 8 giugno 2020   |
| 3  | Episode 3        | 20 marzo 2019  | 15 giugno 2020  |
| 4  | Episode 4        | 27 marzo 2019  | 15 giugno 2020  |
| 5  | Episode 5        | 3 aprile 2019  | 22 giugno 2020  |
| 6  | Episode 6        | 10 aprile 2019 | 22 giugno 2020  |
| 7  | Episode 7        | 17 aprile 2019 | 29 giugno 2020  |
| 8  | Episode 8        | 24 aprile 2019 | 29 giugno 2020  |

## Personaggi e interpreti

### Principali
- Maximilian "Max" Finch, interpretato da Richard Gere, doppiato da Mario Cordova.
Proprietario e magnate americano di un quotidiano britannico ed ex marito di Kathryn.
- Kathryn Villiers, interpretata da Helen McCrory, doppiata da Franca D'Amato.
Ereditiera britannica ed ex moglie di Max.
- Caden Finch, interpretato da Billy Howle, doppiato da Fabrizio De Flaviis.
Figlio trentenne di Max e Kathryn.
- Lauren Elgood, interpretato da Pippa Bennett-Warner, doppiata da Angela Brusa.
Consulente maggiore di Max.
- Maggie Barns, interpretata da Sinéad Cusack, doppiata da Antonella Giannini.
Giornalista ed ex corrispondente politica per il National Reporter.
- Scott Ruskin, interpretato da Joseph Mawle, doppiato da Christian Iansante.
Frequenta un rifugio per senzatetto dove Kathryn fa beneficenza e sviluppa un'intima relazione con lei.
- Nick Caplan, interpretato da Paul Ready, doppiato da Stefano Crescentini.
Giornalista per il National Reporter
- Jahan Zakari, interpretato da Danny Sapani, doppiato da Stefano Alessandroni.
Primo primo ministro del Regno Unito musulmano.
- Angela Howard, interpretata da Sarah Lancashire, doppiata da Anna Cesareni.
Capo dell'opposizione.

### Ricorrenti
- Walter Finch, interpretato da Ciarán Hinds, doppiato da Rodolfo Bianchi.
Padre di Max.
- Tate, interpretato da Peter Sullivan.
Capo della sicurezza di Max.
- Andrew Bentham, interpretato da Steven Cree.
- Verónica, interpretata da Angélica Aragón.
- Sofia, interpretata da Elena Anaya, doppiata da Ilaria Latini.
Attuale moglie di Max.
- Orla, interpretata da Niamh Algar, doppiata da Valentina Favazza.
Ragazza conosciuta da Caden all'ospedale militare e in seguito sua fidanzata.

## Produzione
BBC Studios ha prodotto la miniserie, la quale è il primo ruolo televisivo di Richard Gere dall'apparizione in Kojak nel 1976. Diretta da James Kent, le riprese hanno avuto luogo nell'estate 2018 a Londra e in Spagna.